# 下顎側切歯
下顎側切歯（かがくそくせっし、mandibular lateral incisor）は下顎中切歯の遠心にある歯。
近心側隣接歯：下顎中切歯
遠心側隣接歯：下顎犬歯
対合歯：上顎中切歯と上顎側切歯
他の切歯と同様、その機能は咀嚼により、食物を噛み切ることである。歯に咬頭は無く、その代わりに咬む面は切縁となっている。下顎乳側切歯と比較的同じであるが、いくつかの小さな差がある。
日本では一般的に、左側下顎側切歯を左下2番（表記は┌の中に2を入れた物）、右側下顎側切歯を右下2番（表記は┐の中に2を入れた物）と呼ぶが、この他、左側下顎側切歯を23、右側下顎側切歯を26とする表記法や、左側下顎側切歯を32、右側下顎側切歯を42とする表記法も国際的に知られる。